# Babia Góra
Babia Góra este o arie protejată (arie de protecție specială avifaunistică — SPA) din Polonia întinsă pe o suprafață de 4.915,65 ha, integral pe uscat.

## Localizare
Centrul sitului Babia Góra este situat la coordonatele 49°34′52″N 19°33′20″E / 49.5811°N 19.5556°E.

## Înființare
Situl Babia Góra a fost declarat arie de protecție specială avifaunistică în octombrie 2007 pentru a proteja 21 de specii de animale.

## Biodiversitate
Situată în ecoregiunea alpină, aria protejată nu include niciun habitat protejat.
La baza desemnării sitului se află mai multe specii protejate de  păsări (21): minunița (Aegolius funereus), pescăruș albastru (Alcedo atthis), fâsă de pădure (Anthus spinoletta), cocoșul de mesteacăn (Bonasa bonasia), buha (Bubo bubo), barză neagră (Ciconia nigra), mierla de apă (Cinclus cinclus), ciocănitoare cu spate alb (Dendrocopos leucotos), ciocănitoare neagră (Dryocopus martius), muscar (Ficedula parva), ciuvică (Glaucidium passerinum), sfrâncioc roșiatic (Lanius collurio), ciocârlie de pădure (Lullula arborea), codobatură de munte (Motacilla cinerea), ciocănitoare de munte (Picoides tridactylus), ciocănitoare verzuie (Picus canus), Prunella collaris, sitar de pădure (Scolopax rusticola), huhurezul mic (Strix uralensis),  cocoș de munte (Tetrao urogallus), mierlă gulerată (Turdus torquatus).